# Lingua gotica
La lingua gotica è una lingua germanica estinta che era parlata dai Goti. La fonte principale per la ricostruzione di lingua è il Codex Argenteus, una copia del VI secolo della traduzione della Bibbia del vescovo Ulfila risalente al IV secolo. Questa lingua è la sola del germanico orientale che avesse un corpus considerevole; tutte le altre, incluse il burgundo e il vandalico, sono conosciute solo tramite i nomi propri sopravvissuti nei resoconti storici.
Come lingua germanica, il gotico è parte della famiglia indoeuropea. È la lingua germanica di più antica attestazione, ma non ha discendenti nelle lingue moderne. I più antichi documenti in gotico risalgono a prima del IV secolo. La lingua era in declino già verso la metà del VI secolo; ciò fu dovuto in parte alle sconfitte militari inflitte ai Goti dai Franchi, all'espulsione dei Goti dall'Italia, alla massiccia conversione al Cattolicesimo romano che parlava principalmente latino e in parte anche all'isolamento geografico. La lingua sopravvisse nella Penisola iberica (odierne Spagna e Portogallo) al massimo fino all'ultimo decennio dell’VIII secolo e lo scrittore franco Valafrido Strabone scrisse che si parlava ancora il gotico nell'area del basso Danubio e in isolate regioni montane della Crimea nel primo IX secolo (gotico di Crimea). I termini ritrovati nei manoscritti tardi (dopo il IX secolo) e che sembrano di provenienza gotica potrebbero non appartenere alla stessa lingua.
L'esistenza di corpora attestati di epoche così antiche rende il gotico una lingua di considerevole interesse per la linguistica comparativa.
Il nome nativo della lingua non è attestato e la ricostruzione *gutiska razda si basa sull'opera Gothiskandza «limite (o confine) gotico» di Giordane. Razda, «lingua», è attestato, per esempio nella traduzione del Vangelo secondo Matteo 26:73. Le parole in gotico scritte in questo articolo sono traslitterate in alfabeto latino (vedi alfabeto gotico).

## Documenti in gotico
Ci sono solo pochi documenti che sopravvivono in gotico e non sono sufficienti per ricostruire completamente la lingua:
- il più ampio corpo di documenti che ci resta consta di codici scritti e/o commissionati dal vescovo ariano Ulfila (anche conosciuto come Wulfila, 311-388), che fu il capo di una comunità di cristiani visigoti nella provincia romana di Moesia (moderna Bulgaria). Egli commissionò una traduzione della Septuaginta greca in lingua gotica di cui ci restano circa tre quarti del Nuovo Testamento e qualche frammento dell'Antico Testamento;
  - Codex Argenteus (e il frammento di Speyer): 188 pagine: è il manoscritto gotico che si è preservato meglio, è datato VI secolo e fu conservato e trasmesso dagli Ostrogoti del Nord Italia. Contiene un'ampia parte dei quattro vangeli. Dato che è una traduzione dal greco, la lingua del Codex Argentus è piena di prestiti greci tanto lessicali quanto sintattici. La sintassi in particolare è spesso copiata direttamente dal greco;
  - Codex Ambrosianus di Milano (e il Codex Taurinensis): cinque parti, in tutto 193 pagine; contiene passaggi sparsi del Nuovo Testamento (incluse parti dei Vangeli e delle epistole), dell'Antico Testamento (Neemia) e alcuni commentari conosciuti come Skeireins. È perciò possibile che il testo sia stato modificato in parte da chi l'ha trascritto;
  - Codex Rehdigerianus da Uppsala universitetsbibliotek;
  - Codex Gissensis (Gießen): 1 pagina, frammenti di Luca 23-24. Fu ritrovato in Egitto nel 1907, ma distrutto da un disastro idrico nel 1945;
  - Codex Carolinus (Wolfenbüttel): 4 pagine, frammenti di Romani 11-15;
  - Codex Vaticanus Latinus 5750: 3 pagine, pagine 57/58, 59/60 e 61/62 dello Skeireins;
- vari documenti antichi sparsi: alfabeti, calendari, glosse sono stati ritrovati in un numero di manoscritti e qualche iscrizione runica (tra le 3 e le 13) che si sa o si sospetta gotiche. Alcuni studiosi credono che queste iscrizioni non siano tutte gotiche[3];
- qualche dozzina di termini raccolti da Ogier Ghiselin de Busbecq, ambasciatore degli Asburgo alla corte dell'Impero ottomano presso Istanbul dal 1555 al 1562, che era curioso di scoprire il più possibile sulla lingua ed incontrò due persone che parlavano il gotico di Crimea. Inserì una lista di parole nella sua opera Turcicae epistolae. Questi termini sono comunque di circa un millennio posteriori rispetto al vero e proprio gotico e quindi non rappresentativi per la lingua di Ulfila.

Questo elenco non è esauriente ed uno più completo può trovarsi sul sito Wulfila Project.
Ci sono state notizie non comprovate della scoperta di altre parti della bibbia di Ulfila. Heinrich May nel 1968 asserì di aver trovato in Inghilterra 12 pagine di un manoscritto che conteneva parti del vangelo di Matteo. Questo annuncio non fu mai accertato.
Solo i frammenti della traduzione gotica della Bibbia sono stati preservati. La traduzione fu apparentemente realizzata nella regione dei Balcani da persone in stretto contatto con la cultura greca cristiana. Sembra che la bibbia gotica sia stata usata dai Visigoti nella penisola iberica circa fino al 700 d.C. e per qualche tempo in Italia, nei Balcani e in quella che oggi è l'Ucraina. Durante l'eliminazione dell'Arianesimo molti testi in gotico furono probabilmente sovrascritti o raccolti e bruciati. Tralasciando i testi biblici, il solo documento gotico sostanziale che esiste ancora ed il solo testo abbastanza lungo ad essere stato composto originariamente in lingua gotica è lo Skeireins, alcune pagine di commentario sul Vangelo di Giovanni.
Esistono pochissime fonti secondarie dopo l'800 al riguardo della lingua gotica. Quindi si può dedurre che ormai fosse usato di rado in quell'epoca. Esaminando i testi medioevali che menzionano i Goti si dovrebbe notare che molti scrittori usano la parola Goti per indicare qualsiasi popolo germanico nell'Europa dell'Est, molti dei quali certamente non usavano la lingua gotica come la conosciamo dalla Bibbia gotica. Alcuni scrittori poi si riferivano a popoli che parlavano lo slavo chiamandoli Goti.
La relazione tra la lingua dei Goti di Crimea e il gotico di Ulfila è poco chiara. I pochi frammenti della loro lingua che ci arrivano dal XVI secolo mostrano differenze significative rispetto alla lingua della Bibbia gotica, sebbene alcune glosse, come ada per "uovo", implichino una eredità comune.
Generalmente con l'espressione "lingua gotica" ci si riferisce alla lingua di Ulfila, ma la stragrande maggioranza delle attestazioni stesse ci viene dal VI secolo - molto tempo dopo la morte di Ulfila.

## Alfabeto
Il gotico di Ulfila, come quello dello Skeireins e di vari altri manoscritti, era scritto usando un alfabeto che molto probabilmente fu inventato da Ulfila stesso per la sua traduzione. Ulfila prese lettere dal greco, dalle rune e dal latino. Lo scrittore argentino Jorge Luis Borges, nel suo Letterature germaniche medioevali (1978), spiega il procedimento usato da Ulfila:
«Prima di affrontare la traduzione, dovette creare l'alfabeto in cui poterla scrivere. I germani usavano l'alfabeto runico, che constava di circa venti segni, adatti a essere incisi su legno o metallo, e vincolati, nell'immaginazione popolare, alle stregonerie pagane. Ulfila prese diciotto lettere dall'alfabeto greco, cinque da quello runico, una da quello latino e un'altra, che stava ad indicare la Q, non si sa da dove, ed elaborò così la scrittura che fu detta ulfilana e anche maeso-gotica».
Questo alfabeto gotico non ha nulla a che fare con la scrittura gotica che fu usata per scrivere in alfabeto latino dal XII secolo al XIV secolo ed evolse nel carattere Fraktur più tardi usato per scrivere in tedesco.

## Suoni
È possibile determinare più o meno esattamente come il gotico di Ulfila fosse pronunciato principalmente grazie alla ricostruzione fonetica comparativa. Inoltre, poiché Ulfila provò a seguire il testo originale greco il più possibile nella sua traduzione, sappiamo che usò alcune convenzioni di scrittura identiche a quelle dei contemporanei greci. Dato che il greco di quel periodo è ben documentato, è possibile ricostruire molto della pronuncia gotica a partire dai testi di traduzione. Infine, il modo in cui i nomi non greci sono trascritti nella bibbia greca e nella bibbia di Ulfila ci dà ulteriori informazioni in merito.

### Vocali
| Monottonghi | Dittonghi |

- /a/, /i/ e /u/ possono essere sia lunghi che brevi.[5] La scrittura gotica distingue tra vocali lunghe e brevi solo per la /i/ - scrivendo i per la forma breve e ei per la lunga (un digrafo o falso dittongo), imitando l’uso greco dell’epoca (ει = /iː/). Le vocali singole sono a volte lunghe dove una nasale storicamente presente è caduta davanti ad una /h/ (un caso di allungamento compensatorio). Perciò il preterito del verbo briggan [briŋɡan] "portare" (inglese bring, olandese brengen, tedesco bringen) diviene brahta [braːxta] (inglese brought, olandese bracht, tedesco brachte), dal proto-germanico *braŋk-dē. In una traslitterazione dettagliata, ove l'intento sia più quello di una trascrizione fonetica, la lunghezza è segnata con un macron (o se non disponibile la prima, spesso con un accento circonflesso): brāhta, brâhta. /aː/ si trova abbastanza spesso in altri contesti: brūks "utile" (olandese gebruik, tedesco Gebrauch, svedese bruk "uso").
- /eː/ e /oː/ sono lunghe vocali semichiuse. Sono scritte come e ed o: neƕ [neːʍ] "vicino" (inglese nigh, olandese nader, tedesco nah); fodjan [foːdjan] "nutrire".
- /ɛ/ e /ɔ/ sono brevi vocali semiaperte.[6] Sono segnate usando i digrafi ai ed au: taihun [tɛhun] "dieci" (olandese tien, tedesco zehn), dauhtar [dɔxtar] "figlia" (olandese dochter, tedesco Tochter). Nel gotico traslitterato gli accenti sono posti sulla seconda vocale dei digrafi aí ed aú per distinguerli dagli originali dittonghi ái ed áu: taíhun, daúhtar. In moltissimi casi le brevi [ɛ] ed [ɔ] sono allofoni di /i, u/ prima di /r, h, ʍ/.[7] Inoltre la sillaba raddoppiata nei preteriti con raddoppiamento presenta ai che è probabilmente pronunciato come una breve [ɛ].[8] Infine le brevi [ɛ] e [ɔ] appaiono nei prestiti dal greco e dal latino (aípiskaúpus [ɛpiskɔpus] = ἐπίσκοπος "vescovo", laíktjo [lɛktjoː] = lectio "lezione", Paúntius [pɔntius] = Ponzio).
- I dittonghi germanici ai ed au appaiono come ai ed au in gotico (normalmente scritti con un accento sulla prima vocale per distinguerli da ai, au < i/e, u germaniche). Alcuni ricercatori suppongono che essi fossero ancora pronunciati come dittonghi in gotico, p. es. /ai/ ed /au/, laddove altri pensano che fossero diventati semiaperte lunghe, p. es. /ɛː/ e /ɔː/: ains [ai̯ns] / [ɛːns] "uno" (tedesco eins), augo [au̯ɣoː] / [ɔːɣoː] "occhio" (tedesco Auge). Nelle fonti latine i nomi gotici con il germanico au sono resi con au fino al IV secolo e con o da allora in poi (Austrogoti > Ostrogoti). Le lunghe [ɛː] ed [ɔː] si trovano come allofoni di /eː/ ed /uː, oː/ prima di una vocale: waian [wɛːan] "soffiare" (olandese waaien, tedesco wehen), bauan [bɔːan] "costruire" (olandese bouwen, tedesco bauen, svedese bo "dal vivo"); si trovano anche in parole greche Trauada "Troade" (gr. Τρῳάς).
- /y/ (pronunciata come il tedesco ü e il francese u) è un suono greco usato solo nei prestiti. È traslitterato come w in posizione vocalica: azwmus [azymus] "pane azimo" (< gr. ἄζυμος). Rappresenta una υ (y) o il dittongo οι (oi) in greco, entrambi infatti erano pronunciati [y] nel greco del tempo. Dato che il suono era estraneo al gotico, era molto probabilmente pronunciato [i].
- /iu/ è un dittongo discendente, p. es. [iu̯] e non [ju]: diups [diu̯ps] "profondo" (olandese diep, inglese deep, tedesco tief, svedese djup).
- Dittonghi greci: all'epoca di Ulfila tutti i dittonghi del greco classico erano diventati semplici vocali nel parlato (monottongazione), eccetto per αυ (au) ed ευ (eu), che erano ancora pronunciati come [aβ] e [ɛβ] e si evolsero in [av/af] e [ev/ef] nel greco moderno. Ulfila li segna, in parole prestate dal greco, come aw ed aiw, probabilmente pronunciati [au̯, ɛu̯]: Pawlus [paulus] "Paolo" (gr. Παῦλος), aíwaggelista [ɛwaŋɡeːlista] "evangelista" (gr. εὐαγγελιστής, attraverso il latino evangelista).
- Le vocali semplici ed i dittonghi (quelli originali ed anche quelli spurii) possono essere seguite da una [w] che era pronunciata probabilmente come il secondo elemento di un dittongo con il suono approssimato di [u]. Sembra probabile che questa sia più un'istanza di coalizione fonetica che di dittonghi fonologici (come, per esempio, il suono /aj/ nella parola francese paille ("paglia"), che non è il dittongo /ai/ ma invece una vocale seguita da una approssimante): alew [aleːw] "olio di oliva" (< latino oleum), snáiws [snɛːws]  "neve" (inglese snow), lasiws [lasiws] "stanco" (inglese lazy).

### Consonanti
|                        | Bilabiali | Bilabiali | Dentali | Dentali | Alveolari | Alveolari | Palatali | Palatali  | Velari   | Velari   | Labiovelari | Labiovelari | Glottidali |
| ---------------------- | --------- | --------- | ------- | ------- | --------- | --------- | -------- | --------- | -------- | -------- | ----------- | ----------- | ---------- |
| Plosive                | p /p/     | b /b/     |         |         | t /t/     | d /d/     |          | ?ddj /ɟː/ | k /k/    | g /ɡ/    | q /kʷ/      | gw /ɡʷ/     |            |
| Fricative              | f /ɸ, f/  | b [β]     | þ /θ/   | d [ð]   | s /s/     | z /z/     |          |           | g, h [x] | g [ɣ]    |             |             | h /h/      |
| Approssimanti          |           |           |         |         |           |           |          | j /j/     |          |          | ƕ /ʍ/       | w /w/       |            |
| Nasali                 |           | m /m/     |         |         |           | n /n/     |          |           |          | g, n /ŋ/ |             |             |            |
| Approssimanti laterali |           |           |         |         |           | l /l/     |          |           |          |          |             |             |            |
| Vibranti               |           |           |         |         |           | r /r/     |          |           |          |          |             |             |            |

In generale le consonanti gotiche sono sorde in finale di parola. Il gotico è ricco di consonanti fricative (sebbene molte di loro possono essere state approssimanti, è difficile distinguere i due tipi) derivate tramite i processi descritti nella Legge di Grimm e nella Legge di Verner e caratteristiche delle lingue germaniche. Il gotico differisce dalle altre lingue germaniche perché possiede il fonema /z/ che non è diventato /r/ attraverso il fenomeno del rotacismo. In più il raddoppiamento delle consonanti scritte tra vocali suggerisce che il gotico facesse distinzione tra consonanti singole e doppie: atta [atːa] "padre", kunnan [kunːan] "sapere" (olandese kennen, tedesco kennen "conoscere", svedese: känna).

#### Plosive
- Le plosive sorde /p/, /t/ e /k/ sono regolarmente espresse con p, t e k rispettivamente: paska [paska] ("Pasqua", dal greco πάσχα), tuggo [tuŋɡoː] ("lingua"), kalbo [kalboː] ("vitello"). Le plosive probabilmente possedevano un'aspirazione (non fonemica) come in tantissime lingue germaniche moderne: [pʰ, tʰ, kʰ]. Perciò, lo spostamento consonantico alto tedesco sembra presupporre l'aspirazione.
- La lettera q è probabilmente una plosiva labiovelare sorda, /kʷ/ ([kʷʰ]), comparabile alla latina qu: qiman [kʷiman] "venire". Nelle lingue germaniche più tarde questo fonema è diventato o una plosiva sorda + una approssimante labiovelare (inglese qu) o semplicemente una plosiva velare sorda (inglese c, k)
- Le plosive sonore /b/, /d/ e /ɡ/ sono indicate con b, d e g. A giudicare dalle altre lingue germaniche, esse erano probabilmente impiegate solo in posizione iniziale o che seguiva una nasale; nelle altre posizioni erano sostituite da allofoni fricativi. In fine di parola e prima di una consonante sorda, esse erano molto probabilmente desonorizzate: blinds [blints] "cieco", lamb [lamp] "agnello".
- C'era probabilmente anche una plosiva labiovelare sonora, /ɡʷ/, che era scritta col digramma gw. Si trovava dopo una nasale, p. es. saggws [saŋɡʷs] "canto", o come regolare evoluzione del germanico *ww, p. es. triggws [triɡʷːs] "fedele" (inglese true, tedesco treu, svedese trygg).
- Similmente le lettere ddj, che sono un risultato del germanico *jj, possono rappresentare una plosiva palatale sonora, /ɟː/: waddjus [waɟːus] "muro" (svedese vägg), twaddje [twaɟːeː] " due (genitivo)" (antico svedese tvägge).

#### Fricative
- /s/ e /z/ sono di solito scritte s e z. L'ultima corrisponde al germanico *z (che è diventata r o silente nelle altre lingue germaniche); in fine di parola essa diventava regolarmente s. P. es. saíhs [sɛhs] "sei", máiza [mɛːza] "più grande" (inglese more, olandese meer, tedesco mehr) ~ máis [mɛːs] "di più, invece".
- /ɸ/ e /θ/, scritte f e þ, sono una bilabiale sorda ed una dentale fricativa sorda rispettivamente. È verosimile che il suono relativamente instabile di /ɸ/ divenisse /f/. f e þ sono anche derivate da b e d in fine di parola, quando queste divengono sorde e approssimanti: gif [ɡiɸ] "da' (imperativo)" (infinito giban: tedesco geben), miþ [miθ] "con" (inglese antico mid, olandese met, tedesco mit).
- /h/ è scritta come h: haban "avere". Era probabilmente pronunciata [h] in fine di parola e prima di una consonante (non [x], dato che /ɡ/ > [h] è scritto g e non h): jah [jah] "e" (olandese, tedesco, scandinavo ja "sì").
- [x] è un allofono di /ɡ/ in fine di parola o prima di una consonante sorda; è sempre scritta g: dags [daxs] "giorno" (tedesco Tag). In alcuni prestiti greci, troviamo la lettera speciale x, che rappresenta la lettera greca χ (ch): Xristus [xristus] "Cristo" (gr. Χριστός). Potrebbe anche aver indicato una /k/.
- [β], [ð] e [ɣ] sono fricative sonore che si ritrovano solo tra vocali. Sono allofoni di /b/, /d/ e /ɡ/ e non sono distinte da queste ultime nella scrittura. [β] può essere divenuta /v/, una forma labiodentale più stabile (un caso di rafforzamento articolatorio). Nello studio delle lingue germaniche, questi fonemi sono di solito trascritti come ƀ, đ e ǥ rispettivamente: haban [haβan] "avere", þiuda [θiu̯ða] "gente" (norreno þióð, olandese Diets, tedesco Deutsch > inglese Dutch), áugo [auɣoː] "occhio" (inglese eye, olandese oog, tedesco Auge).
- ƕ (anche trascritta hw) è una variante labiovelare di /x/ (derivata dal proto-indoeuropeo kʷ). Probabilmente era pronunciato come /ʍ/ (un /w/) sordo come in alcuni dialetti dell'inglese ed è predominante nello scozzese, dove è sempre scritto come wh: ƕan /ʍan/ "quando", ƕar /ʍar/ "dove", ƕeits [ʍiːts] "bianco".

#### Nasali, approssimanti e altri fonemi
Il gotico possiede tre consonanti nasali, tutte allofoni tra di loro, che si trovano in distribuzione complementare tra loro. Le nasali in gotico, come in tantissime lingue, sono pronunciate nello stesso punto di articolazione così come le consonanti che le seguono (assimilazione). Perciò gruppi come [md] e [nb] non sono possibili.
- /n/ e /m/ sono liberamente distribuiti - possono trovarsi in qualsiasi posizione in una sillabe e formano coppie minime tranne che in alcuni contesti dove sono neutralizzate: /n/ prima di una consonante bilabiale diviene [m], mentre /m/ che precede una plosiva dentale diviene [n], secondo il principio di assimilazione descritto nel precedente paragrafo. Davanti ad una consonante plosiva velare, entrambe divengono [ŋ]. /n/ e /m/ sono trascritte come n e m e nello scritto si segna la neutralizzazione: sniumundo /sniu̯mundoː/ ("velocemente").
- [ŋ] non è un fonema e non può apparire liberamente in gotico. È presente laddove una nasale è neutralizzata prima di una plosiva velare e si trova in distribuzione complementare con /n/ e /m/. Seguendo le convenzioni greche, è di solito scritta come g (alle volte n): þagkjan [θaŋkjan] "pensare", sigqan [siŋkʷan] "affondare" ~ þankeiþ [θaŋkiːθ] "pensa (egli)". Il gruppo ggw indica a volte [ŋɡʷ], altre volte [ɡʷː] (vedi sopra).
- /w/ è traslitterata come w prima di una vocale: weis [wiːs] ("noi"), twái [twɛː] "due" (tedesco zwei).
- /j/ è scritta come j: jer [jeːr] "anno", sakjo [sakjoː] "scontro".
- /l/ è usata molto più che in inglese e nelle altre lingue europee: laggs [laŋks] "lungo", mel [meːl] "ora" (inglese meal, olandese maal, tedesco Mahl).
- /r/ è una polivibrante /r/ (in fine di parola una monovibrante /ɾ/): raíhts [rɛxts] "destra", afar [afar] "dopo".
- Le sonanti /l/, /m/, /n/ e /r/ si comportano come il nucleo di una sillaba ("vocali") dopo la consonante finale di una parola o tra due consonanti. Questo è anche il caso dell'inglese moderno: ad esempio "bottle" si pronuncia [bɒtl̩] in molti dialetti. Alcuni esempi gotici: tagl [taɣl̩] "capelli" (inglese tail, svedese tagel), máiþms [mɛːθm̩s] "dono", táikns [tɛːkn̩s] "segno" (inglese token, olandese teken, tedesco Zeichen, svedese tecken) e tagr [taɣr̩] "lacrima".

### Accentuazione ed intonazione
L'accentuazione in gotico può essere ricostruita tramite la comparazione fonetica, la legge di Grimm e quella di Verner. Il gotico usava un accento intensivo invece di quello musicale delle lingue proto-indoeuropee. È indicato dal fatto che le vocali lunghe [eː] e [oː] erano accorciate e le vocali brevi [a] e [i] erano perse nelle sillabe non accentate.
Proprio come le altre lingue germaniche, l'accento libero indoeuropeo fu fissato sulla prima sillaba delle parole semplici (per esempio, in tedesco moderno, quasi tutte le parole che non hanno l'accento sulla prima sillaba sono derivati o prestiti stranieri). Gli accenti non si spostano quando le parole vengono flesse. In moltissime parole composte, la posizione dell'accento dipende dall'elemento che viene posto nella seconda parte:
- Nei composti in cui la seconda parola è un sostantivo, l'accento cade sulla prima sillaba della prima parola del composto.
- Nei composti in cui la seconda parole è un verbo, l'accento cade sulla prima sillaba del componente verbale. Gli elementi che fungono da prefisso ai verbi non sono altrimenti accentati, eccetto nel contesto delle parole separabili (parole che possono essere spezzate in due parti e separate nell'uso regolare, per esempio, verbi separabili nel tedesco e nell'olandese) - in questi casi il prefisso è accentato.

Esempi: (con le parole comparabili dalle lingue germaniche moderne)
- Parole non composte: marka [ˈmarka] "confine, terre confinanti" (inglese "march"); aftra [ˈaftra] "dopo"; bidjan [ˈbidjan] "pregare" (olandese bidden, tedesco bitten, svedese bedja).
- Parole composte:
  - Con secondo elemento nominale;
  - Con secondo elemento verbale: ga-láubjan [ɡaˈlauβjan] "credere" (olandese geloven, tedesco glauben < antico alto tedesco g(i) louben attraverso una sincope della i atona).

## Morfologia

### Sostantivi
Il gotico preserva molte caratteristiche arcaiche dell'indoeuropeo che non sono sempre riscontrabili nelle moderne lingue germaniche, in particolare il ricco sistema di declinazione indoeuropeo. Il gotico possedeva nominativo, accusativo, genitivo e dativo come casi, come anche tracce di un caso vocativo che era a volte identico al nominativo altre all'accusativo. I tre generi dell'indoeuropeo erano tutti presenti, incluso il genere neutro del tedesco moderno e dell'islandese e per certi versi dei moderni olandese, danese, norvegese e svedese, in opposizione al "genere comune" (genus commune) che raggruppa i sostantivi maschili e femminili. I sostantivi e gli aggettivi erano flessi secondo uno dei due numeri: singolare e plurale.
Una delle caratteristiche più impressionanti delle lingue germaniche è la divisione dei sostantivi tra quelli di declinazione debole (di solito quelli la cui radice termina con una n) e quelli di declinazione forte (quelli la cui radice termina in vocale o con un suffisso flessivo che indica un pronome). Questa distinzione è particolarmente importante in gotico. Mentre un sostantivo può appartenere solo ad una di queste due classi, alcuni aggettivi possono essere declinati sia secondo la declinazione debole che secondo quella forte, secondo il loro significato. Un aggettivo impiegato con un particolare significato e accompagnato da un articolo deittico, come i pronomi dimostrativi sa, þata o so che si comportano come articoli determinativo, seguiva la declinazione debole, mentre quelli usati con gli articoli indeterminativi seguivano la declinazione forte.
Questo processo si ritrova, p. es., in tedesco e svedese, dove gli aggettivi sono declinati non solo secondo il genere ed il numero, ma anche secondo la forma determinata/indeterminata:
|                     | Tedesco           | Svedese          | Inglese      | Gotico           |
| ------------------- | ----------------- | ---------------- | ------------ | ---------------- |
| declinazione debole | der lange Mann    | den långa mannen | the long man | sa lagga manna   |
| declinazione forte  | (ein) langer Mann | (en) lång man    | (a) long man | ains laggs manna |

Gli aggettivi descrittivi in gotico (così come i superlativi terminanti in -ist ed -ost) ed il participio passato possono essere declinati. Alcuni pronomi si declinano solo secondo la declinazione debole; per esempio: sama (inglese "same"), aggettivi come unƕeila ("costante", dalla radice ƕeila, "tempo"; cfr. inglese "while"), gli aggettivi comparativi ed il participio presente. Altri, come áins ("alcuno"), seguono solo la declinazione forte.
La tabella sotto mostra la declinazione dell'aggettivo gotico blind (inglese: "blind") con un nome debole (guma - "uomo") ed uno forte (dags - "giorno"):
| Caso      | Declinazione debole | Declinazione debole | Declinazione debole | Declinazione debole | Declinazione debole | Declinazione forte | Declinazione forte | Declinazione forte | Declinazione forte | Declinazione forte |
| Singolare | Nome                | Aggettivo           | Aggettivo           | Aggettivo           | Aggettivo           | Nome               | Aggettivo          | Aggettivo          | Aggettivo          | Aggettivo          |
| Singolare | Nome                | radice              | M.                  | N.                  | F.                  | Nome               | radice             | M.                 | N.                 | F.                 |
| --------- | ------------------- | ------------------- | ------------------- | ------------------- | ------------------- | ------------------ | ------------------ | ------------------ | ------------------ | ------------------ |
| Nom.      | guma                | blind-              | -a                  | -o                  | -o                  | dags               | blind-             | -s                 | -ø                 | -a                 |
| Acc.      | guman               | blind-              | -an                 | -o                  | -on                 | dag                | blind-             | -ana               | -ø                 | -a                 |
| Gen.      | gumins              | blind-              | -ins                | -ins                | -ons                | dagis              | blind-             | -is                | -is                | -áizos             |
| Dat.      | gumin               | blind-              | -in                 | -in                 | -on                 | daga               | blind-             | -amma              | -amma              | ái                 |
| Plurale   |                     |                     |                     |                     |                     |                    |                    |                    |                    |                    |
| Nom.      | gumans              | blind-              | -ans                | -ona                | -ons                | dagos              | blind-             | -ái                | -a                 | -os                |
| Acc.      | gumans              | blind-              | -ans                | -ona                | -ons                | dagans             | blind-             | -ans               | -a                 | -os                |
| Gen.      | gumane              | blind-              | -ane                | -ane                | -ono                | dage               | blind-             | -áize              | -áize              | -áizo              |
| Dat.      | gumam               | blind-              | -am                 | -am                 | -om                 | dagam              | blind-             | -áim               | -áim               | -áim               |

Questa tabella non è, comunque, esauriente. (Ci sono flessioni secondarie, in particolare per il neutro singolare forte ed i sostantivi irregolari in altri contesti, che non sono descritti qui.) Una tabella esauriente che riguarda solo i tipi di uscite che i sostantivi prendevano in gotico è mostrata sotto.
- declinazione forte :
  - radici in -a, -ja, -wa (maschile e neutro): equivalenti alla seconda declinazione latina e greca in ‑us / ‑i ed ‑ος / ‑ου;
  - radici in -o, -jo e -wo (femminile): equivalenti alla prima declinazione latina e greca in ‑a / ‑æ ed ‑α / ‑ας (‑η / ‑ης);
  - radici in -i (maschile e femminile): equivalenti alla terza declinazione latina e greca in ‑is (acc. ‑im) ed ‑ις / ‑εως;
  - radici in -u (tutti e tre i generi) : equivalenti alla quarta declinazione latina in ‑us / ‑us ed alla terza declinazione greca in ‑υς / ‑εως;
- declinazione debole (tutte le radici terminanti in -n), equivalenti alla terza declinazione latina e greca in ‑o / ‑onis ed ‑ων / ‑ονος o ‑ην / ‑ενος:
  - radici in -an, -jan, -wan (maschile);
  - radici in -on ed -ein (femminile);
  - radici in -n (neutro): equivalenti alla terza declinazione latina e greca in ‑men / ‑minis e ‑μα / ‑ματος;
- declinazioni minori : radici in -r e -nd e sporadiche uscite in altre consonanti, equivalenti alla terza declinazione latina e greca.

Gli aggettivi gotici seguono strettamente le declinazioni dei sostantivi - seguono cioè lo stesso tipo di flessione.

### Pronomi
Il gotico ereditò l'intero gruppo di pronomi indoeuropei: pronomi personali (inclusi i pronomi riflessivi per ciascuna delle tre persone grammaticali), i pronomi possessivi, pronomi dimostrativi sia semplici che composti, i pronomi relativi, i pronomi interrogativi ed i pronomi indefiniti. Ciascuno di questi segue un particolare parametro di flessione (che rispecchia parzialmente la declinazione dei sostantivi) come avviene nelle altre lingue indoeuropee. Una caratteristica particolarmente degna di nota è la preservazione del numero duale in riferimento a due persone o cose mentre il plurale era usato solo per quantità maggiori di due. Perciò "noi due" e "noi" per numeri superiori a due erano espressi con wit e weis rispettivamente. Mentre il protoindoeuropeo usava il duale per tutte le categorie grammaticali che prevedevano un numero (come facevano il greco classico ed il sanscrito) il gotico lo preserva stranamente solo per i pronomi.
Il pronome dimostrativo semplice sa (neutro: þata, femminile: so, dalla radice indoeuropea *so, *seh2, *tod; correlato all'articolo greco ὁ, τό, ἡ ed al latino istud) può essere usato come un articolo, ammettendo costruzioni del tipo articolo determinato + aggettivo debole + sostantivo.
I pronomi interrogativi sono anch'essi degni di nota per il fatto che tutti comincino con ƕ-, che deriva dalla consonante proto-indoeuropea *kw la quale era presente all'inizio di tutti gli interrogativi in proto-indoeuropeo. Questa è imparentata con il wh- all'inizio di molti interrogativi inglesi che in alcuni dialetti, così come in gotico, sono pronunciati con [ʍ]. Questa stessa etimologia è presente negli interrogativi di molte altre lingue indoeuropee: w- [v] in tedesco, v- in svedese, il latino qu- (che persiste nelle moderne lingue romanze), il greco τ o π (una derivazione di *kw che è unica del greco) ed il sanscrito k- così come tanti altri.

### Verbi
La gran maggioranza dei verbi gotici segue la coniugazione indoeuropea detta "tematica", perché intercala una vocale alternata *e oppure *o tra la radice e le desinenze. Anche il latino e il greco fanno lo stesso:
- latino leg-i-mus «noi leggiamo» : radice leg- + vocale tematica -i- (proveniente da *e) + desinenza -mus;
- greco λύ-ο-μεν «noi sciogliamo» : radice λυ- + vocale tematica -ο- + desinenza -μεν;
- gotico nim-a-m «noi prendiamo» : radice nim- (cf. tedesco nehm-en) + vocale tematica -a- (proveniente da *o) + desinenza -m.

L'altra coniugazione, detta «atematica», in cui un'altra serie di desinenze viene aggiunta direttamente alla radice, sussiste solo allo stato di vestigia, come in latino o in greco. Il paradigma più importante è quello del verbo «essere», che è atematico anche in latino, greco, sanscrito e in altre lingue indoeuropee.
I verbi gotici vengono divisi in due grandi gruppi: i verbi deboli e i verbi forti. I deboli si caratterizzano per un preterito formato dall'aggiunta di un suffisso in dentale -da / -ta, come avviene anche col participio passato, formato con -þ / -t. I verbi forti, invece, utilizzano per il preterito un gioco di alternanze vocali (modifica della vocale della radice) e/o di raddoppiamenti della prima consonante della radice (come in greco e in sanscrito per il perfetto), ma senza aggiungere senza suffisso particolare. Questa dicotomia è presente anche nelle moderne lingue germaniche:
- debole (verbo «avere») :
  - gotico: haban, preterito habáida, participio passato habáiþs;
  - tedesco: haben, preterito hatte, participio passato gehabt;
  - olandese: hebben, preterito had, participio passato gehad;
  - inglese: (to) have, preterito had, participio passato had;
  - islandese: hafa, preterito hafði, participio passato hafið;
  - norvegese: ha, preterito hadde, participio passato hatt;
  - danese: have, preterito havde, participio passato haft;
  - svedese: ha, preterito hade, supino haft;
- forte (verbo «dare») :
  - gotico: infinito giban, preterito gaf;
  - tedesco: infinito geben, preterito gab;
  - olandese: geven, preterito gaf, participio passato gegeven;
  - inglese: infinito (to) give, preterito gave;
  - islandese: infinito gefa, preterito gaf;
  - danese: infinito give, preterito gav ; participio passato givet
  - svedese: infinito ge/giva, preterito gav. gett/givit

La flessione verbale in gotico presenta due aspetti: attivo e passivo; tre numeri: singolare, duale (tranne che alla terza persona) e plurale; due tempi: presente e preterito (derivato da un precedente tempo perfetto); tre modi: indicativo, congiuntivo (da un antico ottativo) e imperativo; così come tre forme nominali: un infinito presente, un participio presente ed uno passato. Non tutti i tempi e tutte le persone compaiono in tutti i modi e gli aspetti - alcune coniugazioni usano forme ausiliarie.
Infine ci sono forme chiamate "preterito-presenti" - antichi tempi perfetti indoeuropei reinterpretati come presenti. La parola gotica wáit, dal proto-indoeuropeo *woid-h2e ("vedere" al perfetto), corrisponde esattamente al suo parente sanscrito véda e al greco οἶδα "io so". Entrambi sono forme di perfetto di una radice che significa "vedere" ma hanno significato di presente (resultativo: "so perché ho visto"). Il latino segue la stessa regola con nōuī (forma di perfetto con significato di presente: "io so"). I verbi preterito-presenti includono áihan ("possedere") e kunnan ("conoscere") tra gli altri.

## Il gotico comparato alle altre lingue germaniche

### Gotico e norreno
Per tradizione si assume che i Goti venissero dalla Scandinavia e ci sono somiglianze linguistiche con il norreno, specialmente con il dialetto dell'antico gutnico. Il numero di somiglianze che l'antico gutnico aveva con il gotico spinsero il prominente linguista Elias Wessén a classificarlo come un dialetto gotico. Questo è un testo esemplificativo tratto dalla Gutasaga a proposito di una migrazione verso il Sud dell'Europa (Manoscritto del XIV secolo scritto in antico gutnico):
siþan af þissum þrim aucaþis fulc j gutlandi som mikit um langan tima at land elptj þaim ai alla fyþa þa lutaþu þair bort af landi huert þriþia þiauþ so at alt sculdu þair aiga oc miþ sir bort hafa som þair vfan iorþar attu... so fierri foru þair at þair quamu til griclanz... oc enn byggia oc enn hafa þair sumt af waru mali
nell'arco di molto tempo il numero di persone discendenti da questi tre si moltiplicò così tanto che la regione non poté sostenerle. Allora tirarono a sorte ed ogni terza persona fu sorteggiata per partire ed essi potevano tenere tutto ciò che era loro e portarselo assieme, tranne la loro terra. ... Si allontanarono così tanto che arrivarono alla terra dei greci. ... Si stabilirono lì e ci vivono ancora e ancora hanno qualcosa della nostra lingua.
I punti principali citati per raggruppare il germanico settentrionale e orientale sono:
1. L'evoluzione di *-jj- e *-ww- del proto-germanico in ddj (da un più vecchio gotico ggj?[senza fonte]) e ggw del gotico ed in ggj e ggv del norreno ("legge di Holtzmann"). Ad esempio, il genitivo in alto tedesco antico di zwei (due) è zweio, che è distinto dal gotico twaddje e dal norreno tveggja. Laddove il tedesco ha la forma treu, il gotico ha triggws e lo svedese moderno trygg.
2. L'esistenza di numerosi verbi incoativi terminanti in -na, come il gotico waknan e lo svedese moderno vakna.
3. Il gotico è importante per capire l'evoluzione del proto-germanico in norreno attraverso il proto-norreno. Ad esempio, la -n finale nelle lingue germaniche settentrionali, come in navn e namn (nome), è spiegata facendo riferimento al gotico in cui namo aveva il genitivo plurale namne. A volte il gotico dà la spiegazione di forme di parole trovate nelle più antiche incisioni runiche, come la parola gotica gudja (gothi, una specie di sacerdote) che spiega la parola gudija trovata nell'incisione runica di Nordhuglo in Norvegia.

Ma ci sono state anche altre teorie che raggruppavano il germanico orientale e quello occidentale. Oggi i tre gruppi sono generalmente trattati come gruppi separati derivati indipendentemente dal proto-germanico.

### Altre caratteristiche uniche del gotico
Dato che è la prima lingua germanica attestata, il gotico delude nel mostrare un numero di tratti che sono condivisi da tutte le altre lingue germaniche note. In maniera incontrovertibile il gotico non contiene umlaut morfologico: la parola gotica fotus : fotjus può essere comparata con l'inglese foot : feet, il tedesco Fuß : Füße, il danese fod : fødder, lo svedese fot : fötter. Queste forme contengono il cambiamento caratteristico /o:/ > /ø:/ (> ing. /i:/, ted. /y:/) che indica l'influenza di una metafonia i; la forma gotica non mostra un simile cambiamento.
Il gotico trattiene una voce passiva ereditata dall'indoeuropeo, ma non attestata in tutte le altre lingue germaniche. Il gotico preserva alcuni verbi che mostrano un raddoppiamento (haitan, "chiamarsi" : haihait; cfr. norvegese hete : het, svedese heta : hette, tedesco heißen : hieß, olandese heten : heette, inglese arcaico hight) nella formazione del preterito; un'altra eredità dell'indoeuropeo che ha lasciato solo poche tracce in inglese antico, olandese antico, norreno ed alto tedesco antico.

### Voci di origine gotica in italiano
Numerosi vocaboli italiani sono di origine gotica. Si ricordano: bando, guardia e guardiano, albergo (da harjis-baurg, "rifugio dell'esercito"), elmo, arredare, schiatta ("stirpe", "discendenza"), guercio, schietto, bega, arenga ("luogo di adunanza"), fiasco, nastro, stanga, stecca, grinta, forra, sghembo.